# آنوزی
آنوزی (به فرانسوی: Annezay) یک کمون در فرانسه است که در canton of Tonnay-Boutonne واقع شده‌است. آنوزی ۷٫۴۳ کیلومتر مربع مساحت دارد ۶۰ متر بالاتر از سطح دریا واقع شده‌است.